# Valentin Eysseric
Pour les articles homonymes, voir Eysseric.
Valentin Eysseric, né le 25 mars 1992 à Aix-en-Provence, est un footballeur français qui évolue au poste de milieu offensif.

## Biographie

### AS Monaco (2011-2012)
Après avoir gagné la Coupe Gambardella en 2011 avec l'AS Monaco, c'est avec logique qu'il intègre l'équipe première au début de la saison 2011-2012. Il fête sa première titularisation en championnat lors de la première journée face à l'US Boulogne (0-0).
Lors de la seconde journée, face à l'ESTAC, il offre sa première passe décisive pour Frédéric Nimani à la suite d'un grand-pont sur un défenseur dans la surface. Il marque son premier but lors du déplacement à Bastia (1-1) le 16 septembre 2011. Il termine la saison avec quatre passes décisives, perdant ensuite la confiance de l'entraîneur et retrouvant l'équipe réserve.

### OGC Nice
Le 23 août 2012, il est prêté à l'OGC Nice pour un an avec une option d'achat. Il est régulièrement titularisé par Claude Puel au poste de milieu offensif, par alternance avec Camel Meriem. Aux côtés de Éric Bauthéac et de Darío Cvitanich en attaque, il se révèle et participe aux bons résultats de l'OGCN en signant plusieurs buts spectaculaires, notamment celui qu'il marque d'un ciseau retourné lors d'une victoire 4-2 contre le Stade brestois, pour la 5e journée de Ligue 1.
Début décembre, quelques minutes après l'égalisation de Zlatan Ibrahimović, il donne l'avantage à Nice d'un but à la 86e minute, pour un succès de prestige 2-1 contre le PSG. Le 10 janvier 2013, durant le mercato hivernal, le Gym lève l'option d'achat, estimée à 1,5 M€.
Le 2 mars 2013, il commet un tacle agressif sur le stéphanois Jérémy Clément (double fracture ouverte du tibia/péroné) et est immédiatement expulsé du terrain. Le 7 mars 2013, la commission de discipline le sanctionne de 11 matchs de suspension, mettant ainsi un terme à une première demi-saison prometteuse en Ligue 1. Il reconnaît avoir mal agi, il regrette profondément ce geste et ne fait pas appel de la sanction disciplinaire. Il reste en contact avec Jérémy Clément et reste encore marqué par cet événement.
Le 1er septembre 2013, Valentin Eysseric marque le dernier but de l'OGC Nice au Stade du Ray à l'occasion de la rencontre opposant l'OGCN au Montpellier HSC.

### Prêt à l'AS Saint-Étienne (2015-2016)
Le 17 août 2015, il est prêté à l'ASSE pour un an avec une option d'achat. 
En février 2016, Eysseric est expulsé lors du seizième de finale retour de Ligue Europa contre le FC Bâle à la suite d'un tacle appuyé puis d'un geste d'humeur qui lui valent deux cartons jaunes. Les Verts sont éliminés de la compétition à la suite de la victoire en toute fin de rencontre des Suisses.

### Départ pour la Fiorentina
En août 2017, Valentin Eysseric s'engage pour quatre ans en faveur du club italien de la Fiorentina.

### Prêt au FC Nantes
Lors du dernier jour du mercato hivernal de la saison 2018-2019, le 31 janvier 2019, Eysseric rejoint le FC Nantes pour un prêt d'une durée de six mois assortie d'une option d'achat de 3 millions d'euros. Peu utilisé, seulement apparu à cinq reprises pour trois titularisations, et régulièrement blessé, Vahid Halilhodzic estime que l'option d'achat est trop élevée pour être levée.
Sur la première partie de saison 2019-2020, il ne dispute que 39 minutes de jeu en Serie A et est une nouvelle fois prêté lors du dernier jour du mercato hivernal. Il prend alors la direction du Hellas Vérone,.

### Signature à Kasimpasa
Le 23 juillet 2021, après une saison où il n'a joué que 18 matchs avec la Fiorentina, il s'engage avec le club turc de Kasimpasa. L'indemnité du transfert s'élève à 1,5 million d'euros selon le quotidien l'Équipe. Il y rejoint le joueur Umut Bozok, prêté par le FC Lorient à Kasimpasa, et binational franco-turc.

## Statistiques
| Saison                | Club                    | Championnat           | Championnat | Championnat | Championnat | Coupe nationale | Coupe nationale | Coupe nationale | Coupe de la Ligue | Coupe de la Ligue | Coupe de la Ligue | Compétition(s) continentale(s) | Compétition(s) continentale(s) | Compétition(s) continentale(s) | Compétition(s) continentale(s) | Total | Total | Total |
| Saison                | Club                    | Division              | M.          | B.          | P.d.        | M.              | B.              | P.d.            | M.                | B.                | P.d.              | Comp.                          | M.                             | B.                             | P.d.                           | M.    | B.    | P.d.  |
| 2011-2012             | AS Monaco               | Ligue 2               | 16          | 1           | 4           | 3               | 1               | 1               | 1                 | 0                 | 0                 | -                              | -                              | -                              | -                              | 20    | 2     | 5     |
| 2012                  | AS Monaco               | Ligue 2               | 1           | 0           | 0           | -               | -               | -               | 1                 | 0                 | 0                 | -                              | -                              | -                              | -                              | 2     | 0     | 0     |
| Sous-total            | Sous-total              | Sous-total            | 17          | 1           | 4           | 3               | 1               | 1               | 2                 | 0                 | 0                 | -                              | -                              | -                              | -                              | 22    | 2     | 5     |
| 2012- jan 2013        | OGC Nice (prêt)         | Ligue 1               | 16          | 2           | 1           | 1               | 2               | 0               | 3                 | 2                 | 1                 | -                              | -                              | -                              | -                              | 20    | 6     | 2     |
| 2013                  | OGC Nice                | Ligue 1               | 8           | 3           | 0           | -               | -               | -               | -                 | -                 | -                 | -                              | -                              | -                              | -                              | 8     | 3     | 0     |
| 2013-2014             | OGC Nice                | Ligue 1               | 29          | 3           | 2           | 1               | 0               | 0               | 1                 | 0                 | 1                 | C3                             | 2                              | 0                              | 0                              | 33    | 3     | 3     |
| 2014-2015             | OGC Nice                | Ligue 1               | 36          | 2           | 5           | 1               | 0               | 0               | 1                 | 0                 | 0                 | -                              | -                              | -                              | -                              | 38    | 2     | 5     |
| 2015-2016             | OGC Nice                | Ligue 1               | 1           | 0           | 0           | -               | -               | -               | -                 | -                 | -                 | -                              | -                              | -                              | -                              | 1     | 0     | 0     |
| 2016-2017             | OGC Nice                | Ligue 1               | 26          | 3           | 6           | -               | -               | -               | -                 | -                 | -                 | C3                             | 4                              | 0                              | 1                              | 30    | 3     | 7     |
| Sous-total            | Sous-total              | Sous-total            | 116         | 13          | 14          | 3               | 2               | 0               | 5                 | 2                 | 2                 | -                              | 6                              | 0                              | 1                              | 130   | 17    | 17    |
| 2015-2016             | AS Saint-Étienne (prêt) | Ligue 1               | 29          | 6           | 4           | 4               | 1               | 2               | -                 | -                 | -                 | C3                             | 6                              | 1                              | 1                              | 39    | 8     | 7     |
| Sous-total            | Sous-total              | Sous-total            | 29          | 6           | 4           | 4               | 1               | 2               | 0                 | 0                 | 0                 | -                              | 6                              | 1                              | 2                              | 39    | 8     | 8     |
| Total sur la carrière | Total sur la carrière   | Total sur la carrière | 162         | 20          | 22          | 10              | 4               | 3               | 7                 | 2                 | 2                 | -                              | 12                             | 1                              | 2                              | 191   | 27    | 29    |

## Palmarès
- AS Monaco
  - Coupe Gambardella :
    - Vainqueur : 2011

  - Championnat de France de Ligue 2 :
    - Vainqueur : 2013